# Ligypterus pernambucensis
Ligypterus pernambucensis är en insektsart som beskrevs av Robillard 2005. Ligypterus pernambucensis ingår i släktet Ligypterus och familjen syrsor. Inga underarter finns listade i Catalogue of Life.